# Vontae Davis
Pour les articles homonymes, voir Davis.
(en) Statistiques sur pro-football-reference
Vontae Davis, né le 27 mai 1988 à Washington où il meurt le 1er avril 2024, est un joueur professionnel américain de football américain.
Occupant le poste de cornerback, il a joué dans la National Football League (NFL) pendant 10 saisons respectivement pour les Dolphins de Miami (2009–2011), les Colts d'Indianapolis (2012-2017) et les Bills de Buffalo (2018). Après avoir été sélectionné dans l'équipe des meilleurs rookies de la saison 2009 par les Pro Football Writers of America (en) (PFWA), il décroche deux sélections au Pro Bowl, en 2014 et en 2015.
Auparavant, il a joué au niveau universitaire pendant trois saisons pour le Fighting Illini de l'Université de l'Illinois à Urbana-Champaign dans la NCAA Division I FBS et sa Big Ten Conference. Il a été sélectionné dans la première équipe de la Big Ten en 2007 et 2008.
Il est le frère du tight end Vernon Davis ayant joué pour les 49ers de San Francisco, les Broncos de Denver et les Redskins de Washington.
Le 1er avril 2024, Davis est retrouvé mort par sa grand-mère dans son domicile de Southwest Ranches en Floride.